# Megalopolis (Griekenland)
Megalopoli (Grieks: Μεγαλόπολι, letterlijk "Grote Stad") is een Griekse stad en fusiegemeente (dimos) in Arcadië, centraal gelegen in de Griekse bestuurlijke regio (periferia) Peloponnesos, op 36 kilometer van Tripoli. Megalopoli is nu een agrarisch centrum.

## Problemen
Een bruinkoolcentrale in de buurt van de stad bedreigt door haar uitlaatgassen de ongeveer 25 kilometer westwaarts gelegen Tempel van Apollon Epikourios, werelderfgoed, in Vasses.

## Geschiedenis
Onder de Oudgriekse steden is Megalopoli vrij jong. Na zijn overwinning in de Slag bij Leuctra (371 v.Chr.) drong de Thebaanse leider Epaminondas aan op de stichting van een nieuwe hoofdstad en zetel van de Arcadische Bond. Veertig Arcadische gemeenten en ook grotere steden, zoals Mantinea besloten vrijwillig tot een fusie (synoikismos). Hierdoor werden tientallen dorpen verlaten, zodat de meeste inwoners van Arcadië en een deel uit het grensgebied van Laconië burgers van Megalopolis werden. De nieuwe stichting was blootgesteld aan de vijandschap van Sparta, maar ook van andere Arcadische steden, zoals Tegea, die wantrouwig stonden tegen haar centraliserende tendens.
Megalopoli lag in een centraal gelegen vlakte in de Peloponnesos, waardoor de Alpheüs vloeit, en werd zo een verkeersknooppunt en onder meer daardoor een der grootste steden van de Peloponnesos. Reeds in 318 v.Chr. telde de stad 15.000 mannelijke burgers. Ze bezat een dubbele ommuring van 9 kilometer lengte en strekte zich uit op de beide oevers van de rivier de Elisson.
In de 4e eeuw v.Chr. verkoos Megalopoli de belangen van Macedonië te dienen. Rond het midden van de 3e eeuw kende de stad tweemaal een tiranniek bewind, tot zij in 235 v.Chr. opgenomen werd in de Achaeïsche Bond. In 223 had zij te lijden van een plundering door de Spartanen onder Cleomenes III, maar onder de Romeinen werd ze weer opgebouwd. Megalopoli is de geboorteplaats van twee beroemde persoonlijkheden: de historicus Polybius en de strateeg Philopoemen (253-183 v.Chr.), die erin slaagde Sparta lid te maken van de Achaeïsche Bond, om weerwerk te bieden tegen de opkomende grootmacht Rome.

## Bezienswaardigheden
Pausanias bezorgde ons een gedetailleerde beschrijving van de stad, zodat een topografische reconstructie mogelijk is. Wat er overblijft van het oude Megalopolis zijn enkel ruïnes:
- het Theater: volgens Pausanias was het eens het grootste theater van Griekenland met een capaciteit van 20.000 toeschouwers. Het bezat meer dan 50 rijen zitplaatsen en de orchestra had een doorsnede van 30m. De voorste rijen zitplaatsen, bestemd voor de notabelen en de vertegenwoordigers religieuze genootschappen, bleven vrij goed bewaard.
- het Thersileion (genoemd naar de stichter Thersilos) was een reusachtige zuilenhal voor de vergaderingen van de Grote Raad van de Arcadische Bond. Het dak werd gedragen door 67 pijlers en het bood plaats aan ± 10.000 mensen. Het gebouw werd in 223 door de Spartanen vernield.
- het Heiligdom van Zeus Soter had een altaar (11,5m x 5m) dat aan drie zijden omgeven was door zuilenhallen (zoals het beroemde Zeus-altaar van Pergamum).

## Megalopoli in geografie en planning
In de sociale geografie en de ruimtelijke planning wordt het begrip megalopolis (= groot-stad) gebruikt voor een omvangrijk sterk verstedelijkt gebied met meerdere onderling verbonden steden. Het begrip is door Jean Gottmann gebruikt voor zijn spraakmakende boek over het verstedelijkte noordoosten van de Verenigde Staten. Deze term heeft in se niets te maken met de Griekse stad Megalopoli.

## Afkomstig uit Megalopolis
- Polybios (203 v.Chr. - 120 v.Chr.), historicus.